# Han Bentz van den Berg

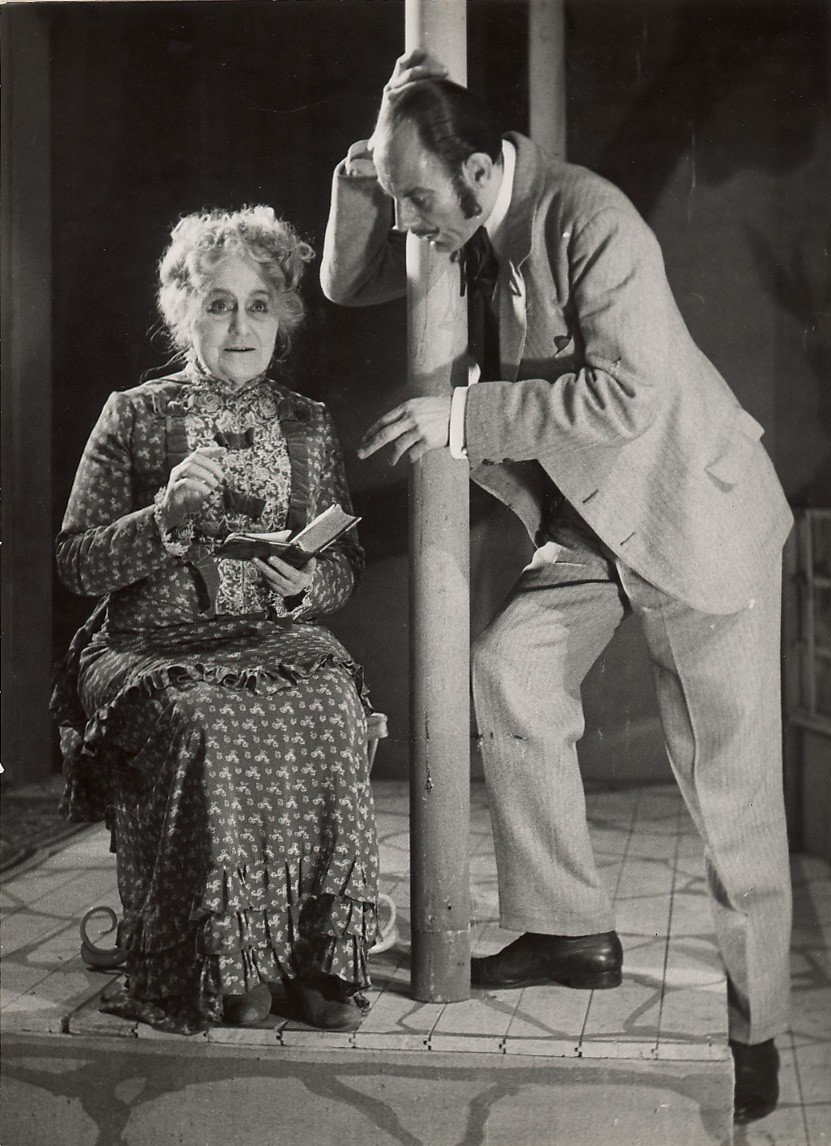
Han Bentz van den Berg en Rika Hopper in Een ander deel van het woud van Lillian Hellman, 1948

Henri (Han) Bentz van den Berg (Blaricum, 12 oktober 1917 – Drachten, 3 juli 1976) was een Nederlands acteur en regisseur.

## Carrière
Hij doorliep de Amsterdamse Toneelschool en behaalde in 1938 zijn diploma. Zijn debuut was bij het Nederlandsch Tooneel als Vader Willebrord in de Gijsbrecht van Aemstel. Later speelde hij bij diverse andere toneelgezelschappen, waaronder de Nederlandse Comedie, waarvan hij ook mededirecteur werd.
Bentz van den Berg speelde vele hoofdrollen, zowel in moderne als klassieke toneelstukken. Hij werd driemaal onderscheiden met de prestigieuze toneelprijs voor de meest indrukwekkende mannelijke, dragende acteursrol, de Louis d'Or, in 1956, 1958 en 1964. Onder meer speelde hij Galileo Galilei in de opvoering van het door Gerrit Kouwenaar vertaald leerstuk van Bertolt Brechts Leven van Galilei.
Als artistiek leider van de Nederlandsche Comedie werd Bentz van den Berg, samen met anderen, het mikpunt van de Aktie Tomaat, waarbij demonstrerende aankomende acteurs inspraak en vernieuwing eisten van de gevestigde toneelgezelschappen. Als gevolg hiervan was zijn rol in het middelpunt van de toneelwereld na 1969 praktisch uitgespeeld. Niettemin geldt hij als een van de grootste Nederlandse karakterspelers van de 20e eeuw.

## Persoonlijk
Bentz van den Berg was gehuwd met Mieke van Oorschot en was een zwager van Adrie en G.A. van Oorschot. Zij kregen een zoon, Marco. Later trouwde hij met de actrice Lous Hensen. Hij is tevens de vader van programmamaker Roel Bentz van den Berg. Han Bentz van den Berg overleed op 58-jarige leeftijd door bloedvergiftiging tijdens een vakantie in Friesland.

## Filmografie (selectie)
- The Last Blitzkrieg (1959) - Colonel von Ruppel
- Een midzomernachtsdroom (1963) - Oberon
- Het Onderzoek (1966)
- De Inbreker (1972) – President van de rechtbank
- Een mens van goede wil (1973)
- Waaldrecht (1974)
- Van oude mensen, de dingen die voorbijgaan (televisieserie) (1975)
- De laatste trein (1975)
- Hollands Glorie (televisieserie) (1976/1977)